# Rajd Korsyki 1972
Rajd Korsyki 1972 (16. Tour de Corse) – 16 edycja rajdu samochodowego Rajdu Korsyki rozgrywanego we Francji. Rozgrywany był od 4 do 5 listopada  1972 roku. Była to dwudziesta trzecia runda Rajdowych Mistrzostw Europy w roku 1972 oraz kolejna runda Rajdowych Mistrzostw Francji.

## Klasyfikacja rajdu
| Miejsce                                          | Kierowca                                         | Pilot                                            | Samochód                                         | Czas                                             | Strata                                           |                                                  |
| Klasyfikacja generalna, ERC i mistrzostw Francji | Klasyfikacja generalna, ERC i mistrzostw Francji | Klasyfikacja generalna, ERC i mistrzostw Francji | Klasyfikacja generalna, ERC i mistrzostw Francji | Klasyfikacja generalna, ERC i mistrzostw Francji | Klasyfikacja generalna, ERC i mistrzostw Francji | Klasyfikacja generalna, ERC i mistrzostw Francji |
| ------------------------------------------------ | ------------------------------------------------ | ------------------------------------------------ | ------------------------------------------------ | ------------------------------------------------ | ------------------------------------------------ | ------------------------------------------------ |
| 1.                                               | Jean-Claude Andruet                              | Michèle Espinosi-Petit                           | Alpine-Renault A110 1800                         | 8:36:35                                          | 0.0                                              |                                                  |
| 2.                                               | Bernard Fiorentino                               | Maurice Gélin                                    | Simca CG MC 2200 Spider                          | 8:45:54                                          | +9:19                                            |                                                  |
| 3.                                               | Jean-Pierre Manzagol                             | Pierre Alessandri                                | Alpine-Renault A110 1800                         | 8:50:28                                          | +13:53                                           |                                                  |
| 4.                                               | Bernard Darniche                                 | Alain Mahé                                       | Alpine-Renault A110 1800                         | 8:50:53                                          | +14:18                                           |                                                  |
| 5.                                               | Jean-Luc Thérier                                 | Claude Roure                                     | Alpine-Renault A110 1800                         | 8:53:26                                          | +16:51                                           |                                                  |
| 6.                                               | Jean-Pierre Nicolas                              | Marcel Callewaert                                | Alpine-Renault A110 1800                         | 9:01:50                                          | +25:15                                           |                                                  |
| 7.                                               | Jean Vinatier                                    | Pierre Thimonier                                 | Ford Capri 2600                                  | 9:25:56                                          | +49:21                                           |                                                  |
| 8.                                               | Jean-Claude Gamet                                | Willy Huret                                      | Opel Ascona SR                                   | 9:35:00                                          | +58:25                                           |                                                  |
| 9.                                               | Michel Jullien                                   | Yves Célestin                                    | Alpine-Renault A110 1600                         | 9:35:57                                          | +59:22                                           |                                                  |
| 10.                                              | Marie-Claude Beaumont                            | Christine Giganot                                | Opel Ascona A 1900                               | 9:44:05                                          | +1:07:30                                         |                                                  |